# 鲜水镇
鲜水镇，是中华人民共和国四川省甘孜藏族自治州道孚县下辖的一个乡镇级行政单位。撤销格西乡，将原格西乡和麻孜乡吾斯尼村、依格村、吾卡村所属行政区域划归鲜水镇管辖，鲜水镇人民政府驻卡娘村1组28号

## 行政区划
鲜水镇下辖以下地区：
鲜水社区、前进一村、前进二村、一格村、子龙村、冷冷村、扎日村、鲁都村、团结一村、团结二村、胜利一村、胜利二村、东门一村、东门二村和足湾村。